# Аален (футбольний клуб)
СК «Аален» (нім. Verein für Rasenspiele 1921 e. V. Aalen) — німецький спортивний клуб з однойменного міста в землі Баден-Вюртемберг, заснований у 1921 році. Клуб відомий своєю футбольною командою. У сезоні 2024/25 буде виступати в Оберлізі Баден-Вюртемберг. Домашні матчі грає на стадіоні Центус Арена. Станом на 2021 рік у VfR Aalen було близько 1100 членів.